# Franco Moretti
Franco Moretti (Sondrio, 12 agosto 1950) è un critico letterario e saggista italiano.

## Biografia
Franco Moretti si è laureato con lode alla Sapienza - Università di Roma nel 1972. Dopo una borsa di studio Fulbright presso l'Occidental College nel 1977-78, Moretti è stato docente di Lingua e letteratura inglese presso l'Università degli Studi di Salerno dal 1979 al 1983, quindi ha tenuto la cattedra di Letteratura comparata all'Università degli Studi di Verona. Dal 1990 si è trasferito negli Stati Uniti d'America, dove ha insegnato Letteratura comparata alla Columbia University di New York dal 1990 al 1999. Dal 2000 al 2016 ha insegnato presso la Stanford University, dove è stato The Danily C. and Laura Louise Bell Professor in the Humanities e presso la quale ha fondato il Center for the Study of the Novel ("Centro per gli studi sul romanzo") e lo Stanford Literary Lab. Dal 2016 è diventato emeritus professor a Stanford, permanent fellow  al Wissenschaftskollek di Berlino e docente di Digital Humanities alla École polytechnique fédérale di Losanna.
Negli anni, Moretti ha contribuito in molti modi al rinnovamento degli studi letterari, e i suoi lavori, tradotti in oltre venti lingue, lo hanno reso uno dei critici più noti e controversi del nostro tempo, definito dal Guardian “il grande iconoclasta della critica letteraria”
Tra le sue pubblicazioni, si segnalano Letteratura e ideologie negli anni Trenta inglesi (1976), Signs Taken for Wonders: Essays in the Sociology of Literary Forms (1983), la raccolta di saggi L'anima e l'arpia (1986), Segni e stili del moderno (1987) e Graphs, maps, trees: abstract models for a literary history (2005).
Per la casa editrice Einaudi ha curato l'opera Il romanzo, suddivisa in cinque volumi: La cultura del romanzo (2001), Le forme (2002), Storia e geografia (2002), Temi, luoghi, eroi (2003) e Lezioni (2003), da cui è stato successivamente estratto La cultura del romanzo (2008). All’opera hanno contribuito studiosi di ogni parte del mondo – da Claudio Magris a Rossana Rossanda, Umberto Eco, Ann Banfield, Mario Vargas Llosa, Christa Bürger – in un lavoro collettivo che ha completamente ridisegnato i lineamenti di questo genere letterario.
È figlio di Luigi Moretti, storico dell'antichità ed epigrafista,  e fratello del regista Nanni Moretti, col quale ha recitato in due cortometraggi del 1973, Pâté de bourgeois e La sconfitta, e nel film Io sono un autarchico, del 1976.
Nel 2017 Franco Moretti è stato accusato di molestie sessuali che sarebbero avvenute più di trenta anni prima, quando era visiting professor all'Università della California a Berkeley nel 1985. L'accusa, formulata da una ex studentessa in un post Facebook, è stata negata da Moretti, che ha dichiarato di essere inorridito dalle accuse e ha affermato che il rapporto era stato completamente consensuale. Nessun procedimento formale è mai stato aperto nei suoi confronti. In seguito, sono emerse altre accuse di molestie nei confronti dello studioso, riferite a due episodi avvenuti a Dartmouth nel 1985 e alla Johns Hopkins nel 1997. Un portavoce dell’Università di Stanford, presso cui Franco Moretti aveva svolto fino a pochi mesi prima la sua attività accademica, ha preannunciato una decisione dell'ateneo su eventuali misure al riguardo, ma nessuna misura è stata mai adottata nei suoi confronti.

## Ricerca
Nei suoi studi Franco Moretti non si è mai ancorato a un solo interesse, ma ha sempre spaziato tra varie materie interdisciplinari, come la musica, l'economia, la letteratura, la scienza, e la retorica, e ha approfondito la critica sul romanzo, dando un contributo significativo alla critica letteraria.

### La grande cultura borghese
Un primo filone di ricerca riguarda l’analisi della cultura borghese europea, iniziata con Il romanzo di formazione (1986, seconda ed. ampliata, 1999). In questo libro, Moretti esamina la grande tradizione del romanzo sulla gioventù – Gli anni di apprendistato di Wilhelm Meister, Orgoglio e pregiudizio, Il rosso e il nero, Eugenio Onegin, Illusioni perdute, Grandi speranze, L’educazione sentimentale, Middlemarch ... – vedendovi la “forma simbolica” con cui la cultura ottocentesca riuscì a dare un senso alle rivoluzioni politiche e alle trasformazioni economiche della modernità occidentale.
In Opere mondo. Saggio sulla forma epica dal Faust a Cent'anni di solitudine (1994 e 2003, tradotto in inglese come Modern epic: the World-System from Goethe to Garcia Marquez), l’analisi si amplia nel tempo e nello spazio, imperniandosi su quei testi che ambiscono rappresentare, al di là delle singole culture nazionali, i rapporti che sorreggono il sistema planetario del capitalismo moderno: il Faust, Moby-Dick, L’anello del Nibelungo, Ulysses, La terra desolata, o i grandi romanzi del realismo magico latinoamericano.
Nel 2013, Il borghese. Tra storia e letteratura ha portato a compimento questa trilogia dell’esistenza borghese, rintracciandone le parole-chiave (“utile”, “comfort”, “efficienza”, “serietà”, “roba”...) e riflettendo sulle metamorfosi della cultura “prosaica” da Daniel Defoe fino a Henrik Ibsen e a Max Weber.

### Geografia, romanzo e letteratura comparata
Un secondo filone della ricerca di Moretti è dedicato alla geografia letteraria (un concetto ormai strettamente associato alla sua ricerca), ed è stato esposto in maniera esplicita nell'Atlante del romanzo europeo 1800-1900 (1997, tradotto come Atlas of the European novel).
L'Atlante si articola in un centinaio di carte e grafici, che illustrano i due volti della geografia letteraria: per un verso, l’ossatura spaziale che sorregge dall’interno la narrativa ottocentesca (la “piccola” Inghilterra di Jane Austen, l’asse del desiderio della Parigi di Honoré de Balzac, la geografia del crimine in Sherlock Holmes) – per l’altro, la proiezione della letteratura nello spazio “esterno” attraverso le biblioteche circolanti tipiche del secolo diciannovesimo, e il mercato internazionale delle traduzioni.
L’interesse geografico è visibile nel saggio Conjectures on World Literature (2000), che ha formulato una nuova teoria della letteratura comparata, fondata sul “sistema-mondo” di Immanuel Wallerstein, e ha riaperto – insieme alla Republique mondiale des lettres di Pascale Casanova – il dibattito internazionale sulla letteratura comparata.

### “Distant reading”e“digital humanities”
Nel corso degli anni, Moretti ha creato numerosi concetti che vengono ormai correntemente usati nello studio letterario, il più noto dei quali è l'approccio critico da lui chiamato distant reading, a cui sono già stati dedicati diversi libri negli Stati Uniti e in Francia. Coniata in antitesi al close reading della tradizione americana, l’espressione distant reading indica una scelta critica che si “allontana” dal singolo testo – come nella raccolta La letteratura vista da lontano (2005) – per poter osservare un campo più vasto: uno stile, un intero genere letterario, o il campo di produzione intellettuale nel suo complesso. L’idea di “distant reading” ha condotto Moretti all’ipotesi di una quantificazione dei fenomeni letterari, che nel 2010 è a sua volta sfociata nella fondazione dello Stanford Literary Lab.
Il Literary Lab ha sviluppato nel corso degli anni una metodologia che congiunge l’uso di larghi archivi digitali con varie forme di analisi computazionale, divenendo rapidamente uno dei maggiori centri di ricerca nel campo dell'Informatica umanistica. I risultati della ricerca del “Literary Lab” sono stati pubblicati come altrettanti pamphlets tradotti rapidamente in una ventina di lingue, e recentemente raccolti in un’antologia tradotta in tutte le maggiori lingue europee.
L’idea di un "laboratorio” critico-letterario ha a sua volta suscitato interesse e polemiche, per aver introdotto all’interno di una disciplina umanistica un modo di lavorare – “un nuovo paradigma critico”, come lo ha chiamato il “New Yorker” - che è stato a lungo riservato alle materie scientifiche

## Opere
- Interpretazioni di Eliot, Roma, Savelli, 1975.
- Letteratura e ideologie negli anni trenta inglesi, Bari, Adriatica, 1976.
- Il romanzo di formazione. Goethe e Stendhal, Puškin e Balzac, Dickens e Flaubert. La gioventù come forma simbolica della modernità nella narrativa europea, Collana Strumenti di studio, Milano, Garzanti, 1986. - Collana Biblioteca n.52, Einaudi, Torino, 1999.
- Segni e stili del moderno, Collana Saggi n.697, Torino, Einaudi, 1987, ISBN 978-88-06-59398-8.
- Opere mondo: saggio sulla forma epica dal Faust a Cent'anni di solitudine, Torino, Einaudi, 1994-2003.
- F. Moretti-A. Rizzo Rosa, Letteratura inglese e americana, Collana Sintesi, Milano, Garzanti, 1996, ISBN 978-88-11-91406-8.
- Atlante del romanzo europeo 1800-1900, Collana Saggi n.814, Torino, Einaudi, 1997, ISBN 978-88-06-14132-5.
- La letteratura vista da lontano, Con un saggio di Alberto Piazza, Collana Saggi n.865, Torino, Einaudi, 2005, ISBN 978-88-06-17289-3.
- Richard E. Lee-F. Moretti, Immanuel Wallerstein and the Problem of the World, Duke University Press Books, 2011, ISBN 978-0-822-348-48-1.
- A una certa distanza. Leggere i testi letterari nel nuovo millennio (Distant Reading, 2013), Roma, Carocci, 2020, ISBN 978-88-430-9889-7.
- Il borghese. Tra storia e letteratura (The Bourgeois: Between History and Literature, 2013), traduzione di Giovanna Scocchera, Collana Saggi, Torino, Einaudi, 2017, ISBN 978-88-584-2487-2.
- Un paese lontano. Cinque lezioni sulla cultura americana, Collana Saggi, Torino, Einaudi, 2019, ISBN 978-88-062-3995-4.